# Pedro Mir Tierz
Pedro Mir y Tierz (Sariñena, 5 de abril de 1953) es un químico y folclorista nacido en Sariñena, que fue clave en la recuperación de la Gaita de boto en Aragón. Es sobrino de Juan Mir, importante y último gaitero de oficio.
Junto a Martín Blecua, llevaron la labor de recuperar un instrumento autóctono de la zona que había dejado de sonar y estaba en proceso de desaparición.
También es el único constructor de cañas en Aragón, haciendo cañas dobles para el clarín de la Gaita de boto. Estas cañas están hechas a función de los clarines de gaitas construidos por Mario Gros, modelo actual (modificado) de la gaita de Juan Mir.
En la VI Trobada de la Gaita de La Almozara fue homenajeado por su labor divulgativa de la música tradicional.
Es autor, junto con Martín Blecua, de La Gaita de Boto Aragonesa.
Fue  profesor del Instituto de Ciencias de la Naturaleza en el IES Bajo Aragón de Alcañiz. En 2018, fue el pregonero junto a Martín Blecua de las fiestas de San Antolin, en Sariñena, Huesca. Su pregón consistió en recordar aquellos tiempos en los que era niño.